# Paraleuctra okamotoa
Paraleuctra okamotoa is een steenvlieg uit de familie naaldsteenvliegen (Leuctridae). De wetenschappelijke naam van de soort is voor het eerst geldig gepubliceerd in 1936 door Claassen.